# A sötétség háza
A sötétség háza (eredeti cím: House of Darkness) 2022-es amerikai horror filmvígjáték, amelyet Neil LaBute rendezett. A főbb szerepekben Justin Long, Kate Bosworth, Gia Crovatin és Lucy Walters látható. A film a Drakula történetének újragondolása.
Amerikában 2022. szeptember 9-én a mozikban mutatták be. Magyarországon a Paramount Network mutatta be 2024. augusztus 7-én.

## Cselekmény
Miután egy bárban találkoztak, Hapgood "Hap" Jackson elmegy Mina Murray távoli, kastélyszerű birtokára. Míg Mina a szobán kívül van, és italokat készít, Hap felhívja egy férfi barátját, hogy eldicsekedjen a kalandjáról. Az ivással, flörtöléssel és csókolózással teli estét követően Mina elkezdi kigombolni Hap nadrágját. Mina húga, Lucy váratlanul félbeszakítja őket. Hapnek az az ötlete támad, esetleg hármasban folytathatnák. Mina elhagyja a szobát, hogy újabb italokért menjen. Hap és Lucy négyszemközti beszélgetést folytatnak.
Hap rövid időre elalszik. Hapnek rémálma van, amelyben egy barlangba van bezárva, ahol egy halom cipő azt sugallja, hogy ő is egy másik áldozat az eddigi áldozatok hosszú sorában van. Miután felébred, Lucy körbevezeti Hapet a kastélyban. Mina végül újra csatlakozik hozzájuk, és visszatérnek a nappaliba. Lucy és Mina felajánlják, hogy kísértettörténeteket mesélnek egymásnak. Hap felemleget egy frappáns történetet egy férfiról, aki két nővérrel édeshármasban él.
Lucy válaszul elmesél egy történetet a bántalmazott nőkről, akik bosszút akartak állni az őket megerőszakoló férfiakon, és akik továbbra is üldözik a szexuális ragadozókat szerte a világon. Hapet még jobban megzavarja, amikor Lucy egy olyan barlangot említ, mint amilyet a rémálmában látott. Egy harmadik nővér, Nora lép be a szobába. Rájön, a nők erkölcsi leckét akarnak adni neki; Hap harcias lesz, és megpróbál távozni. Mina, Lucy és Nora vámpírként leleplezve magukat, fogaikkal természetfeletti erejüket kibontakoztatják, és felfalják Hapet.

## Szereplők
| Szerep                | Színész       | Magyar hang     |
| --------------------- | ------------- | --------------- |
| Hapgood "Hap" Jackson | Justin Long   | Dányi Krisztián |
| Mina Murray           | Kate Bosworth | Solecki Janka   |
| Lucy                  | Gia Crovatin  |                 |
| Nora                  | Lucy Walters  |                 |

## Bemutató
A film premierje a Santa Barbara Nemzetközi Filmfesztiválon volt 2022. március 8-án. A nemzetközi premierje július 22-én volt a Fantasia Nemzetközi Filmfesztiválon. A film premierje szeptember 9-én volt a mozikban, szeptember 13-án pedig a Video on Demand-on, illetve digitális formában is megjelent.